# Wang Yun (Dynastie Yuan)
 (juin 2023).
Si vous disposez d'ouvrages ou d'articles de référence ou si vous connaissez des sites web de qualité traitant du thème abordé ici, merci de compléter l'article en donnant les références utiles à sa vérifiabilité et en les liant à la section « Notes et références ».
Ne doit pas être confondu avec Wang Yun (Dynastie Qing).
Pour les articles homonymes, voir Wang (patronyme) et Yun.
Wang Yun (chinois simplifié : 張翥), né en 1227 à Xinxiang dans la province du Henan et mort en 1304, est un poète chinois de la dynastie Yuan.